# Église Saint-Pierre-ès-Liens de La Celle-Dunoise
Pour les articles homonymes, voir Église Saint-Pierre-ès-Liens.
L'église Saint-Pierre-ès-Liens est une église catholique située à La Celle-Dunoise, en France.

## Localisation
L'église est située dans le département français de la Creuse, sur la commune de La Celle-Dunoise.

## Historique
La Porte et l'abside ont été classé au titre des monuments historique en 1921.
L'Église (à l'exception des parties classées) a été inscrite au titre des monuments historique en 1988.